# Billy Currie

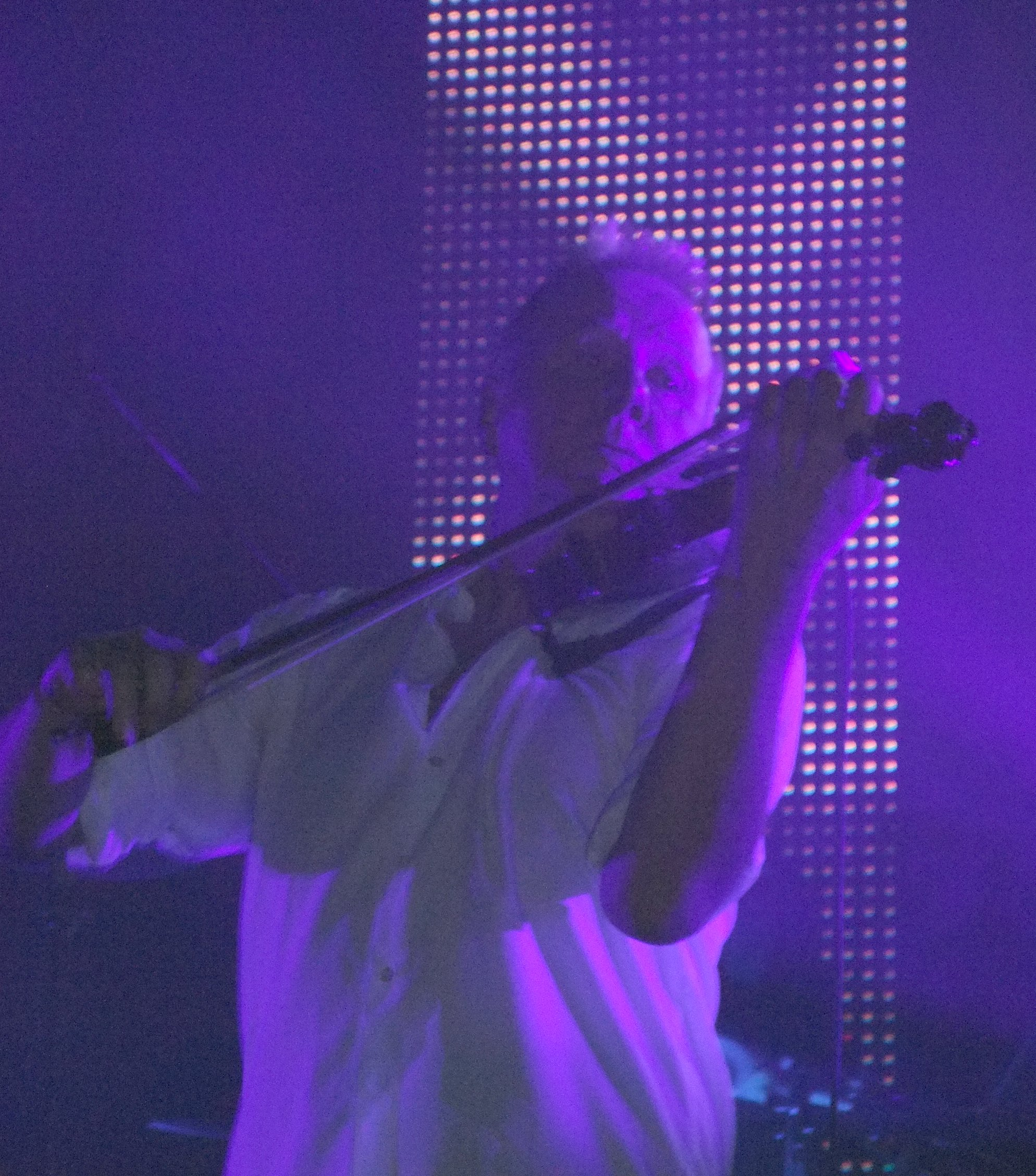
Billy Currie speelt op een snaarinstrument, tijdens een optreden.

William Lee (Billy) Currie (Huddersfield, 1 april 1950) is een Brits multi-instrumentalist (altviool, viool, piano, keyboards) en songwriter. Hij is vooral bekend als toetsenist en strijkinstrument-speler bij de new wave-band Ultravox.

## Biografie
Van kinds af aan toonde hij al interesse in muziek: op tienjarige leeftijd kreeg hij een gitaar van zijn neef, wat voor hem een openbaring was. In 1961 leerde hij viool spelen en zong hij in het koor de Huddersfield Choral Society, vervolgens kwam hij in het schoolorkest terecht. Omdat hij relatief laat met viool begon, moest hij overstappen op de altviool om te kunnen studeren aan de Huddersfield School of Music, waar hij vanaf 1965 werd toegelaten. Hij kreeg aanvullende lessen, moest het voetbalteam vaarwel zeggen en studeerde compositie, harmonie en piano erbij. Later ontdekte hij componisten als Béla Bartók, Arnold Schönberg, Arthur Honegger en Edgar Varèse.
Tijdens zijn muzikale ontwikkeling werd hij toegelaten aan de Royal Academy of Music in Londen, maar bedankte hiervoor om met bands te gaan spelen in jazz- en bluesformaties — een keuze waarop hij soms wel eens met gemengde gevoelens terugkijkt.

## Carrière

### Beginjaren en Ultravox
In 1974 werd hij lid van de band Tiger Lily, die later Ultravox! zou worden. Na enkele naamswijzigingen ontstond uiteindelijk de definitieve vorming van Ultravox.
In de jaren zeventig maakte hij onder andere deel uit van Gary Numan’s livepresentaties en tv-opnames.
Na het vertrek van zanger John Foxx in 1979, sloot Midge Ure zich aan bij Currie na hun samenwerking in Visage, waarna Ultravox heropleefde en vanaf 1980 commercieel succes boekte, met onder meer de single Vienna (1981).

### Synthesizers en geluid
Currie staat bekend om zijn unieke geluid en gebruik van analoge synthesizers, waaronder de Elka Rhapsody, ARP Odyssey (bekend om oscillator-sync), Yamaha CP70 elektrische piano, CS80, PPG Wave 2.2, Prophet T8, Moog MiniMoog, Yamaha GS1 (voor het “Lament”-pad) en de Emulator II sampler.

### Solocarrière en samenwerkingen
Na zijn werk met Ultravox ontwikkelde Currie een solocarrière met tal van albums, waaronder *Transportation* (1988), *Stand Up and Walk* (1991), *Unearthed* (2001), *Refine* (2009), *Balletic Transcend* (2013), *Doppel* (2016), *The Brushwork Oblast* (2020), en compilaties zoals *Pieces of the Puzzle* (2003).
Hij was ook betrokken bij andere acts, zoals Visage (1979–1984), The Armoury Show (1985), Humania (1988–89), en werkte samen met Gary Numan, Phil Lynott, Steve Howe enzovoort.

### Ultravox-heroplevingen
Na uiteen te zijn gevallen in 1987, probeerde Currie de band opnieuw te vormen in 1992 zonder commercieel succes, met albums *Revelation* en *Ingenuity*.  
In 2008 kwam de klassieke line-up (Currie, Ure, Cross, Cann) bijeen voor een tournee en bracht in 2012 het studioalbum *Brill!ant* uit; dat behaalde nummer 21 in de Britse albumcharts. In 2013 toerde Ultravox nog als speciale gast, waarna de band ophield.

## Discografie

### Solo
- Transportation (1988)
- Stand Up and Walk (1991)
- Unearthed (2001)
- Keys and the Fiddle (2001)
- Push (2002)
- Pieces of the Puzzle (2003, compilatie)
- Still Movement (2004)
- Accidental Poetry of the Structure (2006)
- Sixty Minutes With (2007, compilatie)
- Refine (2009)
- Balletic Transcend (2013)
- Doppel (2016)
- The Brushwork Oblast (2020)

### Met Ultravox
- Ultravox! (1977)
- Ha! Ha! Ha! (1977)
- Systems of Romance (1978)
- Vienna (1980)
- Rage in Eden (1981)
- Quartet (1982)
- Monument (1983)
- Lament (1984)
- U-Vox (1986)
- Revelation (1993)
- Ingenuity (1996)
- Brilliant / Brill!ant (2012)

### Met Visage
- Visage (1980)
- The Anvil (1982)
- Beat Boy (1984, gastbijdrage)

### Met Gary Numan
- The Pleasure Principle (1979, gastbijdrage)
- Living Ornaments '79 (1981)

## Persoonlijk leven
Currie woont naar verluid in Noord-Londen. Hij is getrouwd met Heidi (zijn tweede vrouw) en heeft een zoon, Tom, en een dochter, Lucy.